# 드와이트 프라이어

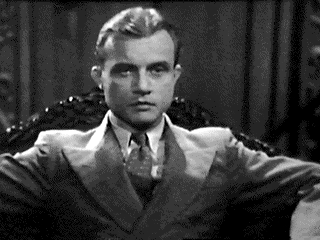

드와이트 프라이어(Dwight Frye, 1899년 2월 22일 ~ 1943년 11월 7일)는 미국의 배우, 연극 배우, 영화배우이다.
캔자스주에서 태어났으며 할리우드에서 사망하였다. 사인은 심근 경색이다. 포리스트 론 메모리얼 파크에 매장되었다.

## 영화
- 프랑켄슈타인 늑대인간 만나다 (1943년)
- 프랑켄슈타인의 유령 (1942년)
- 팬텀 라이더스 (1940년)
- 프랑켄슈타인 3 - 프랑켄슈타인의 아들 (1939년)
- 철가면 (1939년)
- 프랑켄슈타인 2 - 프랑켄슈타인의 신부 (1935년)
- 말타의 매(영어판) (1931년)
- 프랑켄슈타인 (1931년)
- 드라큐라 (1931년) - 렌필드 역